# Tomas Laurušas

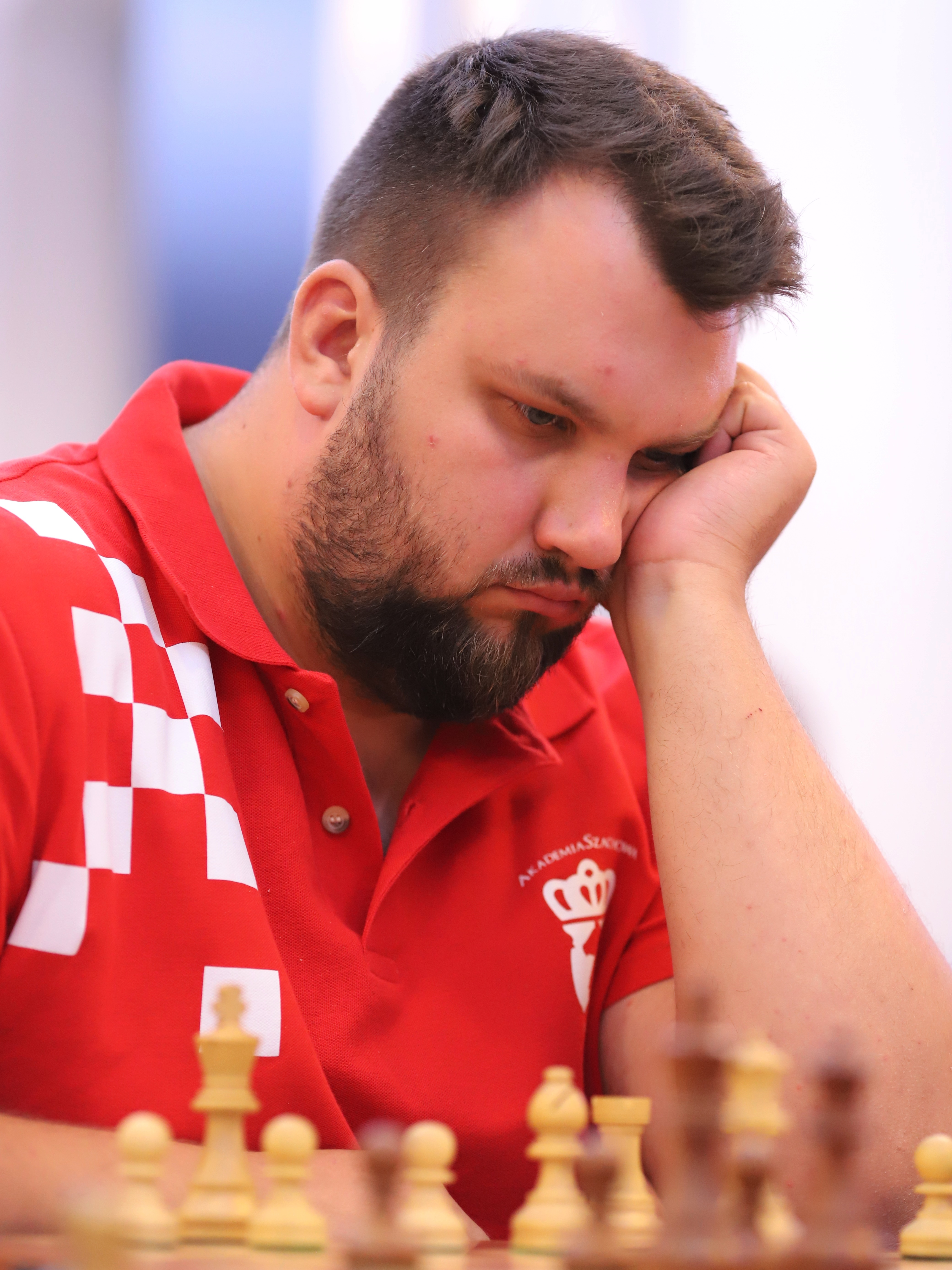
Laurušas in 2022

Tomas Laurušas (Kaunas, 13 februari 1996) is een Litouwse schaker. Sinds 2021 is hij een grootmeester (GM). In 2016 won hij het schaakkampioenschap van Litouwen. 

## Schaakcarrière
Laurušas nam diverse keren met succes deel aan het Europees schaakkampioenschap voor jeugd. In 2008 werd hij tweede in de categorie tot 14 jaar, in 2012 werd hij derde in de categorie tot 16 jaar. In 2012 was hij lid van het Litouwse team dat deelnam aan de Schaakolympiade voor jeugd tot 16 jaar, gehouden in Istanboel; hij won hier de individuele zilveren medaille aan het eerste bord. In 2014 werd hij derde op het schaakkampioenschap van Litouwen, in 2016 won Laurušas dit toernooi. In 2018 won Laurušas het blitztoernooi in het schaakfestival "Liepājas Rokāde".
In 2020 werd Laurušas gedeeld 2e-5e op het international schaakfestival "Panevezys". Hij won het 17e festival "Klaipeda Sea" met de score 6.5 pt. uit 7.
In 2021 won hij het Heldur Valgmae Memorial met de score 8 pt. uit 9. In augustus 2021 werd hij derde op het A-toernooi van de Technische Universiteit van Riga.
Laurušas nam met het team van Litouwen deel aan twee Schaakolympiades:
- in 2014, aan het derde bord, op de 41e Schaakolympiade in Tromsø (+6 =1 −3)
- in 2016, aan het tweede bord, op de 42e Schaakolympiade in Bakoe (+4 =5 −1)

Ook nam hij met Litouwen twee keer deel aan het Europees Schaakkampioenschap voor landenteams:
- in 2013, aan het vierde bord, op het 19e EK landenteams in Warschau (+3 =2 −4)
- in 2015, aan het tweede bord, op het 20e EK landenteams in Reykjavik (+3 =4 −2)

## Externe koppelingen
- (en)   Informatie over schaakpartijen van Tomas Laurušas op ChessGames.com
- (en)   Informatie over schaakpartijen van Tomas Laurušas op 365chess.com
- (en)  FIDE-ratinggegevens voor Tomas Laurušas